# Herzogenrath
Telgte é um município da Alemanha, localizado no distrito de  Aachen, Renânia do Norte-Vestfália. Possui uma população de 49.199 habitantes.

## História
Herzogenrath começou como uma povoação, chamada Rode, perto do rio Wurm, no século XI. Em 1104 monges agostinianos fundaram uma abadia, chamada Kloosterrade, a oeste da presente povoação.
Como é o caso de muitas peças de Limburgo, Herzogenrath mudou de rei/governador várias vezes nos últimos séculos. Juntamente com os outros do Sul da Holanda estava sob controlo espanhol de 1661, da Áustria entre 1713 e 1795 e francês, entre 1795 e 1813. Em 1815, quando o Reino dos Países Baixos foi formado, a fronteira foi traçada pela cidade, sendo a parte oriental da Prússia Herzogenrath, a parte ocidental sendo holandês Kerkrade. A antiga abadia é agora o Rolduc Congress Center, em Kerkrade.